# 曇曜
曇曜（?—?），武威郡姑臧人也，北魏佛教高僧。早年出家，在涼州修習。
北魏文成帝拓跋濬出巡，遇到曇曜，皇帝的馬咬住曇曜衣袖不放。當時是北魏太武帝滅佛之後。拓跋濬很禮重他，下令於平城（今大同市）西的武周山上開鑿雲岡石窟。曇曜主持开凿的五个大型石窟被後人稱為“曇曜五窟”。曇曜本人是石窟寺的創始者。譯有《大吉義神咒經》二卷。